# Griebienskaja
Griebienskaja (ros. Гребенская) – stanica w Rosji, w Czeczenii, w rejonie szełkowskim. W 2010 liczyła 6227 mieszkańców.